# John Stevens Bowen

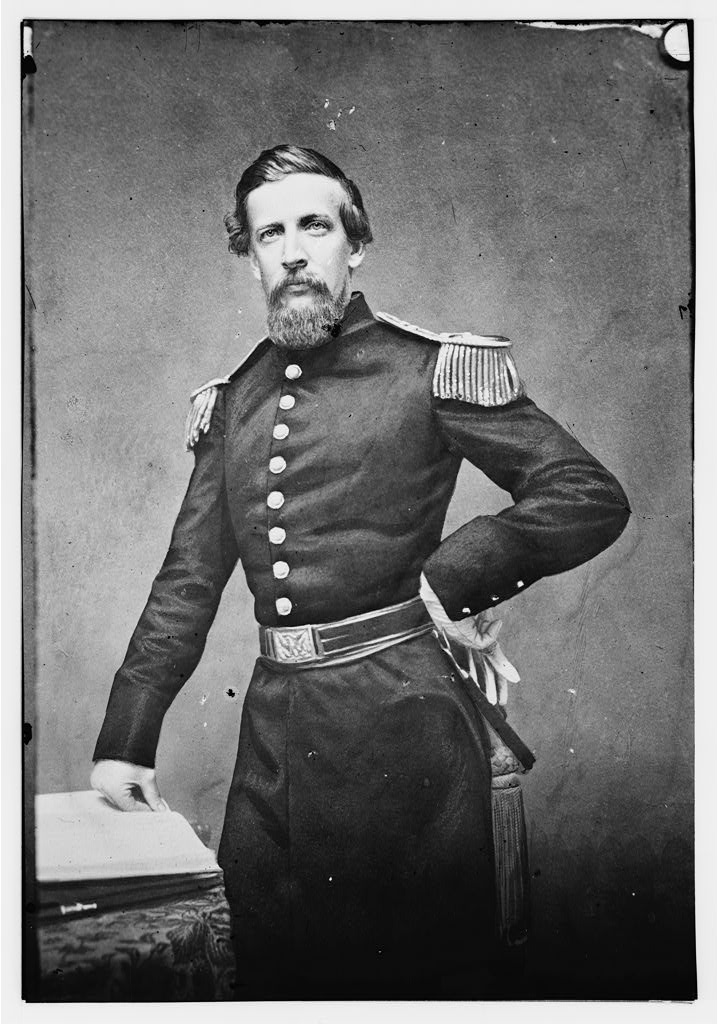
John Stevens Bowen

John Stevens Bowen (* 30. Oktober 1830 in Savannah, Georgia; † 13. Juli 1863 in Edwards, Mississippi) war Offizier in der United States Army, Architekt und General im konföderierten Heer im Amerikanischen Bürgerkrieg.

## Leben
Bowen wurde in Savannah, Georgia geboren. Die Ausbildung an der Militärakademie in West Point, New York schloss er 1853 als dreizehnter seines Jahrgangs ab. 1856 verließ er das Heer und wurde Architekt. Bei Ausbruch des Bürgerkriegs diente er zunächst als Hauptmann, später als Oberstleutnant in der Miliz des Staates Missouri. Bei der Schlacht bei Shiloh am 6. und 7. April 1862 kommandierte er eine Brigade und bei der Schlacht um Vicksburg in Mississippi vom 18. Mai bis 4. Juli 1863 eine Division. Nach dem Fall von Vicksburg am 4. Juli 1863 wurde er Kriegsgefangener und kurz darauf auf Ehrenwort entlassen. Bowen starb wenige Tage nach seiner Entlassung am 13. Juli 1863 an der Ruhr.